# Wyspa Księcia Karola
Wyspa Księcia Karola (ang. Prince Charles Island) – duża wyspa w Arktyce kanadyjskiej, o powierzchni 9,5 tys. km². Pod względem wielkości jest 78. wyspą na świecie i 19. w Kanadzie. Znajduje się w Basenie Foxe’a, na zachód od Ziemi Baffina, w regionie Qikiqtaaluk na terytorium Nunavut w Kanadzie. Mimo dużej powierzchni wyspy, pierwsze dotyczące jej zapisy pojawiły się w 1948 i zostały dokonane przez Alberta-Ernesta Tomkinsona, pilota RCAF Avro Lancaster. Prawdopodobnie jednak wyspa była znana miejscowym Inuitom wiele lat wcześniej. Wyspa została nazwana na cześć księcia Karola, późniejszego króla Wielkiej Brytanii, który urodził się w tym samym roku. Wyspa jest niezamieszkana, panują na niej bardzo niskie temperatury.